# Vendeurs à la sauvette
Pour plus de détails, voir Fiche technique et Distribution.
Vendeurs à la sauvette (Οι Παπατζήδες (I papatzides)) est un film grec réalisé par Alékos Sakellários et sorti en 1954.

## Synopsis
Trois amis (Níkos Rízos, Nikos Stavridis, Koulis Stoligkas) essaient de gagner de l'argent par tous les moyens. Ils accumulent, sur le mode comique, toute une série de petits boulots plus ou moins licites. Quand la sœur d'un des trois tombe enceinte, il leur faut convaincre le père du petit-ami de pousser son fils à l'épouser.
Ils finissent par émigrer en Australie.

## Fiche technique
- Titre : Vendeurs à la sauvette
- Titre original : Οι Παπατζήδες (I papatzides)
- Réalisation : Alékos Sakellários
- Scénario : Petros Giannakos
- Direction artistique :
- Décors :
- Costumes :
- Photographie : Giannis Hatzopoulos
- Son : Nikos Martinis
- Montage : Kostas Dritsas
- Musique : Giannis Vellas
- Production :  Spentzos Film
- Pays d'origine :  Grèce
- Langue : grec
- Format :  Noir et blanc
- Genre : Comédie
- Durée : 78 minutes
- Dates de sortie : 1954

## Distribution
- Níkos Rízos
- Nikos Stavridis
- Koulis Stoligkas